# Liste der Vizekönige Neuspaniens
Dies ist eine Liste der Vizekönige, die über Neuspanien regiert haben.
Kolumbus erhielt nach seiner Entdeckungsreise den erblichen Titel des „Vizekönigs“ über die neu entdeckten „indischen“ Gebiete (las Indias). Dies galt – nach langen juristischen Auseinandersetzungen – aber nur für die von Kolumbus selbst entdeckten Inseln. 
Das eigentliche Vizekönigreich Neuspanien mit Sitz in der Stadt Mexiko wurde 1535 gegründet und existierte fast drei Jahrhunderte.

## Spanische Herrschaft vor der Gründung des Vizekönigreiches

### Regentschaft vonFerdinand II.(1469–1516)
| Herrschaft | Name                                                                               |
| ---------- | ---------------------------------------------------------------------------------- |
| 1492–1499  | Christoph Kolumbus, Gouverneur und Vizekönig von Las Indias                        |
| 1499–1502  | Francisco de Bobadilla, Statthalter und Gouverneur                                 |
| 1502–1508  | Nicolás de Ovando, Statthalter und Gouverneur                                      |
| 1508–1515  | Diego Kolumbus, Gouverneur und Vizekönig von Las Indias                            |
| 1515–1520  | drei hieronymitische Mönche übernehmen interimistisch die Funktion des Gouverneurs |

### Regentschaft vonKarl V.(1516–1556)
| Herrschaft | Name                                                                            |
| ---------- | ------------------------------------------------------------------------------- |
| 1520–1521  | Diego Kolumbus, Gouverneur und Vizekönig von Las Indias                         |
| 1521–1530  | Hernán Cortés, Generalgouverneur von Neuspanien (Mexiko), (mit Unterbrechungen) |

## Vizekönige
| Herrschaft | Name                                                                             |
| ---------- | -------------------------------------------------------------------------------- |
| 1530–1550  | Antonio de Mendoza (Ernannt 1530, Ankunft 1535), erster Vizekönig von Neuspanien |
| 1550–1564  | Luis de Velasco                                                                  |

### Regentschaft vonPhilipp II.(1556–1598)
| Herrschaft | Name                                                   |
| ---------- | ------------------------------------------------------ |
| 1564–1566  | Francisco Ceinos, Dekan der Audiencia                  |
| 1566–1567  | Gastón de Peralta, Marqués de Falces                   |
| 1567–1568  | Königliche Revisoren Alonso de Muñoz und Luis Carrillo |
| 1568       | Francisco Ceinos, Dekan der Audiencia                  |
| 1568–1580  | Martín Enríquez de Almansa                             |
| 1580–1583  | Lorenzo Suárez de Mendoza, Conde de Coruña             |
| 1584–1585  | Pedro de Moya y Contreras, Erzbischof von Mexiko       |
| 1585–1590  | Álvaro Manrique de Zúñiga, Marqués de Villamanrique    |
| 1590–1595  | Luis de Velasco y Castilla, Marqués de Salinas         |
| 1595–1603  | Gaspar de Zúñiga y Acevedo, Conde de Monterrey         |

### Regentschaft vonPhilipp III.(1598–1621)
| Herrschaft | Name                                                   |
| ---------- | ------------------------------------------------------ |
| 1603–1607  | Juan Manuel de Mendoza y Luna, Marqués de Montesclaros |
| 1607–1611  | Luis de Velasco y Castilla, Marqués de Salinas         |
| 1611–1612  | Fray García Guerra, Erzbischof von Mexiko              |
| 1612–1621  | Diego Fernández de Córdoba, Marqués de Guadalcázar     |

### Regentschaft vonPhilipp IV.(1621–1665)
| Herrschaft | Name                                                                                                 |
| ---------- | --- |
| 1621–1624  | Diego Carrillo de Mendoza y Pimentel, Marqués de Gelves y Conde de Priego                            |
| 1624–1635  | Rodrigo Pacheco y Osorio, Marqués de Cerralvo                                                        |
| 1635–1640  | Lope Díaz de Armendáriz, Marqués de Cadereyta                                                        |
| 1640–1642  | Diego López de Pacheco Cabrera y Bobadilla, Marqués de Villena y Duque de Escalona, Grande de España |
| 1642       | Juan de Palafox y Mendoza                                                                            |
| 1642–1648  | García Sarmiento de Sotomayor, Conde de Salvatierra y Marqués de Sobroso                             |
| 1648–1649  | Marcos de Torres y Rueda                                                                             |
| 1650–1653  | Luis Enríquez de Guzmán, Conde de Alba de Liste                                                      |
| 1653–1660  | Francisco Fernández de la Cueva, Duque de Alburquerque                                               |
| 1660–1664  | Juan de Leyva y de la Cerda, Marqués de Leyva y de Ladrada, Conde de Baños                           |
| 1664       | Diego Osorio de Escobar                                                                              |
| 1664–1673  | Antonio Sebastián de Toledo, Marqués de Mancera                                                      |

### Regentschaft vonKarl II.(1665–1700)
| Herrschaft | Name |
| ---------- | --- |
| 1673       | Pedro Nuño Colón de Portugal, Duque de Veragua y Marqués de Jamaica (ist nach 6 Tagen Herrschaft verstorben) |
| 1673–1680  | Payo Enríquez de Rivera, Erzbischof von Mexiko                                                               |
| 1680–1686  | Tomás Antonio de la Cerda y Aragón, Conde de Paredes y Marqués de la Laguna                                  |
| 1686–1688  | Melchor Portocarrero Lasso de la Vega, Conde de Monclova                                                     |
| 1688–1696  | Gaspar de la Cerda Sandoval Silva y Mendoza, Conde de Galve                                                  |
| 1696       | Juan Ortega y Montañés, Bischof von Michoacán, erste interimistische Amtszeit                                |
| 1696–1701  | José Sarmiento Valladares, Conde de Moctezuma y de Tula                                                      |

### Regentschaft vonPhilipp V.(1700–1746)
| Herrschaft | Name                                                                                                 |
| ---------- | --- |
| 1701–1702  | Juan Ortega y Montañés, Erzbischof von Mexiko, zweite interimistische Amtszeit                       |
| 1702–1710  | Francisco Fernández de la Cueva Enríquez, Duque de Alburquerque y Marqués de Cuéllar (Haus La Cueva) |
| 1710–1716  | Fernando de Alencastre Noroña y Silva, Duque de Linares                                              |
| 1716–1722  | Baltasar de Zúñiga y Guzmán, Marqués de Valero y Duque de Arión                                      |
| 1722–1734  | Juan de Acuña, Marqués de Casafuerte                                                                 |
| 1734–1740  | Juan Antonio de Vizarrón y Eguiarreta, Erzbischof von Mexiko                                         |
| 1740–1741  | Pedro de Castro y Figueroa, Duque de la Conquista y Marqués de Gracia Real                           |
| 1741–1742  | Pedro Malo de Villavicencio, Präsident der Real Audiencia von Mexico                                 |
| 1742–1746  | Pedro Cebrián y Agustín, Conde de Fuenclara                                                          |
| 1746–1755  | Juan Francisco de Güemes y Horcasitas, Conde de Revillagigedo I                                      |

### Regentschaft vonFerdinand VI.(1746–1759)
| Herrschaft | Name                                                 |
| ---------- | ---------------------------------------------------- |
| 1755–1760  | Agustín Ahumada y Villalón, Marqués de las Amarillas |

### Regentschaft vonKarl III.(1759–1788)
| Herrschaft | Name                                                  |
| ---------- | ----------------------------------------------------- |
| 1760       | Francisco Cajigal de la Vega                          |
| 1760–1766  | Joaquín de Montserrat, Marqués de Cruillas            |
| 1766–1771  | Carlos Francisco de Croix, Marqués de Croix           |
| 1771–1779  | Antonio María de Bucareli y Ursúa                     |
| 1779       | Francisco Romá y Rosell, Regent der Audiencia         |
| 1779–1783  | Martín de Mayorga                                     |
| 1783–1784  | Matías de Gálvez y Gallardo                           |
| 1784–1785  | Vicente de Herrera y Rivero, Regent der Audiencia     |
| 1785–1786  | Bernardo de Gálvez y Madrid, Conde de Gálvez          |
| 1786–1787  | Eusebio Sánchez Pareja, im Auftrag der Audiencia      |
| 1787       | Alonso Núñez de Haro y Peralta, Erzbischof von Mexiko |
| 1787–1789  | Manuel Antonio Flórez                                 |

### Regentschaft vonKarl IV.(1788–1808)
| Herrschaft | Name                                                              |
| ---------- | ----------------------------------------------------------------- |
| 1789–1794  | Juan Vicente de Güemes, Conde de Revillagigedo II                 |
| 1794–1798  | Miguel de la Grúa Talamanca y Branciforte, Marqués de Branciforte |
| 1798–1800  | Miguel José de Azanza                                             |
| 1800–1803  | Félix Berenguer de Marquina                                       |
| 1803–1808  | José de Iturrigaray                                               |

## Vizekönige Neuspaniens während des Unabhängigkeitskrieges

### Regentschaft vonFerdinand VII.(1808 / 1813–1833)
| Herrschaft | Name                                                         |
| --- | ------------------------------------------------------------ |
| 1808–1809 | Pedro de Garibay                                             |
| 1809–1810 | Francisco Javier de Lizana y Beaumont, Erzbischof von Mexiko |
| 1810–1813 | Francisco Javier Venegas                                     |
| 1813–1816 | Félix María Calleja del Rey                                  |
| 1816–1821 | Juan Ruiz de Apodaca                                         |
| 1821 | Francisco Novella                                            |
| 1821 | Juan O’Donojú                                                |
| 1810 wurde die Unabhängigkeit von Spanien erklärt, die einen langen Krieg nach sich zog, der 1821 zur endgültigen Unabhängigkeit führte. Erstes Staatsoberhaupt des unabhängigen Neuspanien war Agustín de Iturbide, der das Land ab 1822 als Kaiser von Mexiko regierte. |                                                              |